# 坦格納雷河
坦格納雷河是俄羅斯的河流，屬於維柳伊河的右支流，由薩哈共和國負責管轄，河道全長352公里，流域面積約6,490平方公里，河水主要來自融雪和雨水。